# Haliclona altera
Haliclona altera är en svampdjursart som först beskrevs av Topsent 1901.  Haliclona altera ingår i släktet Haliclona och familjen Chalinidae. Inga underarter finns listade i Catalogue of Life.